# Маммарелла, Стефано
Стефано Маммарелла (итал. Stefano Mammarella; род. 2 февраля 1984, Кьети, Италия) — итальянский футболист, игрок в мини-футбол. Вратарь итальянского клуба «Аква и Сапоне» и сборной Италии по мини-футболу.

## Биография
На протяжении пяти лет Стефано Маммарелла защищал ворота «Кус Кьети», клуба из его родного города, игравшего в Серии A2, втором дивизионе в структуре итальянского мини-футбола. Уже в нём итальянец привлёк внимание тренеров сборной Италии по мини-футболу, вызвавших его на матчи отборочного турнира чемпионата Европы 2010 года. Поехал он и на финальные матчи турнира, правда уже в качестве игрока другой команды.
Летом 2009 года Маммарелла перешёл в «Монтезильвано» и помог клубу выиграть первый в его истории титул чемпиона Италии. Вскоре Стефано дебютировал вместе со своей командой в Кубке УЕФА по мини-футболу 2010/11, где «Монтезильвано» одержал триумфальную победу — первую в истории итальянского мини-футбола. Во многом этому поспособствовала блестящая игра Маммареллы, защищавшего ворота итальянцев на протяжении всего турнира.

## Достижения
- Обладатель Кубка УЕФА по мини-футболу 2010/11
- Чемпион Италии по мини-футболу 2009/10